# So sánh các website BitTorrent
Đây là bảng so sánh các website cung cấp tệp torrent cho các chương trình BitTorrent sử dụng để tải tệp theo giao thức đồng đẳng. Bảng so sánh này bao gồm cả máy chủ theo dõi, chỉ mục và cơ chế tìm kiếm.
Chú ý: Một số trang đòi hỏi phải đăng ký, nếu cơ sở dữ liệu thành viên của nó quá số người dụng hạn định các website sẽ không cho đăng ký. 
| Tên và địa chỉ     | Phân loại         | Bắt buộc đăng ký để tải tệp | Bắt buộc đăng ký để cung cấp tệp     | Ghi chú |
| ------------------ | ----------------- | --------------------------- | ------------------------------------ | --- |
| Bittorrent search  | Search engine     | Không                       | Không (đường dẫn, không cho tải lên) | Phát triển bởi người tạo ra giao thức BitTorrent Bram Cohen. |
| Conspiracy Central |                   | Có                          | Có                                   | Chính trị / tài liệu phát biểu tự do, đài phát thanh, sách, đoạn phim mới. |
| Demonoid           | Tracker           | Có                          | Có                                   | |
| Empornium          | Tracker           | Có                          | Có                                   | Only pornography. |
| Game Updates       | Tracker           | Không                       | Có                                   | Tải trò chơi liên quan |
| IsoHunt            | Search engine     | Không                       |                                      | Tìm kiếm liên kết với rất nhiều website BitTorrent khác. |
| LQ ISOs            |                   | Không                       | Có                                   | Tải mã nguồn mở. |
| Meganova           | Search engine     | Không                       | Không                                | |
| mininova           | Search engine     | Không                       | Không                                | Nghiêm cấm nội dung người lớn. |
| myBittorrent       | Search engine     | Không                       | Không                                | Sử dụng MultiTorrents. |
| OpenTorrent        |                   | Không                       | N/A                                  | Tải phần mềm mã nguồn mở. |
| Pure T'n A         | Tracker           | Có                          | Có                                   | Only pornography. |
| Sladinki007        | Tracker           |                             |                                      | |
| Snarf-It           | Indexer           | Không                       | Không                                | |
| The Pirate Bay     | Tracker           | Không                       | Có                                   | Tự tuyên bố có số máy theo dõi lớn nhất. |
| TopTorrents        | Tracker           |                             | Không                                | Máy theo dõi là mở và công khai, có khả năng tìm kiếm theo chỉ mục tệp torrent từ website khác. |
| The Torrent Jabber | Metasearch engine | Không                       | N/A                                  | Hỗ trợ liên kết tìm kiếm tất cả các website sau khi có yêu cầu tìm kiếm: Seedler, TorrentSpy, TorrentReactor, The Pirate Bay, isoHunt and mininova.                                                        |
| TLMP               | Tracker           | Không                       | Có                                   | Dự án Linux dùng website này làm máy chủ theo dõi, máy gieo hạt tệp, máy phục vụ. |
| Torrentbox         | Tracker           | Không                       | Có                                   | |
| TorrentLeech.com   | Tracker           | Có                          | Có                                   | Là website riêng tư vì vậy tốc độ và tỉ lệ chia sẻ có thể cao hơn bình thường. Website yêu cầu đăng ký để tải tệp và nó giới hạn đăng ký của người dùng.                                                   |
| TorrentPond.com    | Metasearch engine | Không                       |                                      | Liên kết đến các website sau để tìm kiếm và trả về kết quả trong một lần tìm kiếm: isoHunt, meganova, Torrent Box, BT Junkie, myBittorrent, mininova, Seedler, The Pirate Bay, New Torrents và BitTorrent. |
| Torrentportal      |                   | Không                       | Có                                   | |
| Torrentreactor     |                   | Không                       | Có                                   | |
| TorrentSpy         |                   | Không                       | Không                                | |
| TorrentTyphoon     | Metasearch engine | Không                       | N/A                                  | Hỗ trợ liên kết tìm kiếm tất cả các website sau khi có yêu cầu tìm kiếm: ThePirateBay, TorrentBox, TorrentSpy, TorrentReactor, MiniNova, BiteNova, MyBitTorrent, and bt.etree.org.                         |
| Torrentule         | Search engine     | Không                       | N/A                                  | Chứa các tệp torrent hợp pháp (như phần mềm mã nguồn mở). Đồng thời tại french Lưu trữ ngày 15 tháng 6 năm 2006 tại Wayback Machine và spanish Lưu trữ ngày 16 tháng 6 năm 2006 tại Wayback Machine.       |
| UKNova             | Tracker           | Có                          | Có - thêm nhiều giới hạn             | Tệp torrent thuộc về nước Anh. Chỉ những người dùng có quyền mới được truy cập. |
| zoozle             | Search engine     | Không                       |                                      | Tệp torrents Anh và Đức. |
| Tên và địa chỉ     | Phân loại         | Bắt buộc đăng ký để tải tệp | Bắt buộc đăng ký để cung cấp tệp     | Ghi chú |